# لئوبالدو پریرا
لئوبالدو پریرا (اسپانیایی: Leobaldo Pereira‎؛ زادهٔ ۳۱ ژوئیهٔ ۱۹۷۲) قایقران کانو اهل کوبا بود.